# 10a etapa del Tour de França de 2015
La 10a etapa del Tour de França de 2015 es disputà el dimarts 14 de juliol de 2015 sobre un recorregut de 167 km entre la vila francesa de Tarba i l'estació d'esquí de La Pierre-Saint-Martin.
L'etapa va ser guanyada pel britànic Christopher Froome (Team Sky), que va fer una exhibició en l'ascensió final, on llençà un dur atac a manca de 7 quilòmetres que cap altra ciclista pogué seguir. En l'arribada aconseguí més d'un minut sobre Nairo Quintana (Movistar Team), més de dos sobre Alejandro Valverde (Movistar Team), Tejay van Garderen (BMC Racing Team), Alberto Contador (Team Tinkoff-Saxo) i més de quatre sobre Vincenzo Nibali (Astana Qazaqstan Team), deixant gairebé sentenciada la cursa.

## Recorregut

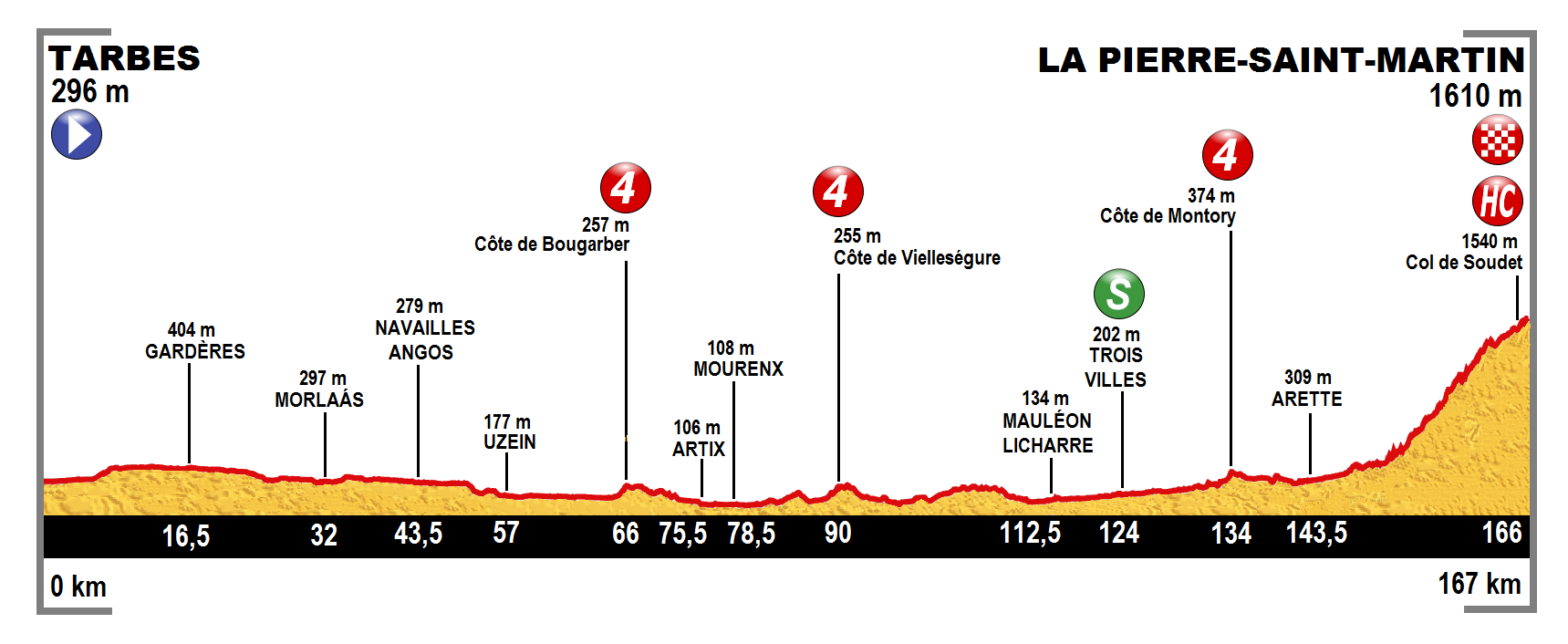
Recorregut de la 10a etapa

Després del primer dia de descans arriba el primer contacte amb l'alta muntanya amb l'arribada a un coll inèdit en la història del Tour, l'estació d'esquí de La Pierre-Saint-Martin, a la comuna d'Areta. Amb sortida és a Tarba, l'etapa té dues parts ben diferenciades. Els primers 140 quilòmetres són gairebé plans, amb tan sols tres petites cotes de quarta categoria en el seu recorregut: la cota de Borg Garbèr (1,4 km al 6,2%), al quilòmetre 66, la cota de Vièla Segura (1,7 km al 5,9%), al quilòmetre 90 i la cota de Montori (1,8 km al 6,3%); mentre els darrers quilòmetres de l'etapa corresponen a l'ascensió final a La Pierre-Saint-Martin, de categoria especial i 15,3 quilòmetres al 7,4% de desnivell. L'esprint del dia es troba a Iruri (km 124).

## Desenvolupament de l'etapa
L'etapa es disputà el dia de la festa nacional francesa sota un sol i una calor de justícia. El primer a escapar-se fou Pierrick Fédrigo (Bretagne-Séché Environnement), al qual se l'uní Kenneth Vanbilsen (Cofidis) al quilòmetres 45 d'etapa. Junts passaren al capdavant de la cursa per l'esprint d'Iruri, on André Greipel fou el primer del gran grup i d'aquesta manera recuperava el liderat en la classificació per punts. Poc després començaven les primeres rampes de l'ascensió final i l'escapada era neutralitzada. Només començar aquesta, el líder de la muntanya, Daniel Teklehaimanot (MTN Qhubeka), perdia contacte, així com Kwiatkowski (Etixx-Quick Step). Poc després eren Thibaut Pinot (FDJ) i Jean-Christophe Péraud (AG2R La Mondiale), tercer i segon al Tour del 2014, els que perdien contacte.
Un selecte grup de 12 ciclistes arribà alhora a manca de 10 quilòmetres, quan Vincenzo Nibali perdé contacte amb ells. Chris Froome (Team Sky) atacà a manca de 6,4 quilòmetres i sols pogué ser seguit, en primera instància, per Nairo Quintana (Movistar Team) i el seu company d'equip Richie Porte, però poc després es despenjaren. Finalment Froome guanyà amb 59" sobre Porte, i més d'un minut sobre Quintana. Robert Gesink (Team LottoNL-Jumbo), que havia estat un dels primers a atacar en començar el port, arribà a minut i mig. Tejay van Garderen (BMC Racing Team) ho va fer a 2' 30", Contador a 2' 51" i Nibali a 4' 25". Froome consolidà el liderat, alhora que passava a liderar la classificació de la muntanya.

## Resultats

### Classificació de l'etapa
|    | Ciclista                 | Equip              | Temps      |
| -- | ------------------------ | ------------------ | ---------- |
| 1  | Chris Froome (GBR)       | Team Sky           | 4h 22' 07" |
| 2  | Richie Porte (AUS)       | Team Sky           | + 59"      |
| 3  | Nairo Quintana (COL)     | Movistar Team      | + 1' 04"   |
| 4  | Robert Gesink (NED)      | Team LottoNL-Jumbo | + 1' 33"   |
| 5  | Alejandro Valverde (ESP) | Movistar Team      | + 2' 01"   |
| 6  | Geraint Thomas (GBR)     | Team Sky           | + 2' 01"   |
| 7  | Adam Yates (GBR)         | Orica-GreenEDGE    | + 2' 04"   |
| 8  | Pierre Rolland (FRA)     | Team Europcar      | + 2' 04"   |
| 9  | Tony Gallopin (FRA)      | Lotto Soudal       | + 2' 22"   |
| 10 | Tejay van Garderen (USA) | BMC Racing Team    | + 2' 30"   |

### Punts atribuïts
| 1r  | Pierrick Fédrigo (FRA)  | Bretagne-Séché Environnement | 20 pts |
| 2n  | Kenneth Vanbilsen (BEL) | Cofidis                      | 17 pts |
| 3r  | André Greipel (GER)     | Lotto Soudal                 | 15 pts |
| 4t  | Mark Cavendish (GBR)    | Etixx-Quick Step             | 13 pts |
| 5è  | John Degenkolb (GER)    | Team Giant-Alpecin           | 11 pts |
| 6è  | Jens Debusschere (BEL)  | Lotto Soudal                 | 10 pts |
| 7è  | Peter Sagan (SVK)       | Team Tinkoff-Saxo            | 9 pts  |
| 8è  | Mark Renshaw (AUS)      | Etixx-Quick Step             | 8 pts  |
| 9è  | Geoffrey Soupe (FRA)    | Cofidis                      | 7 pts  |
| 10è | Bryan Coquard (FRA)     | Team Europcar                | 6 pts  |
| 11è | Koen de Kort (NED)      | Team Giant-Alpecin           | 5 pts  |
| 12è | Roy Curvers (NED)       | Team Giant-Alpecin           | 4 pts  |
| 13è | Marcel Sieberg (GER)    | Lotto Soudal                 | 3 pts  |
| 14è | Angélo Tulik (FRA)      | Team Europcar                | 2 pts  |
| 15è | Arnaud Demare (FRA)     | FDJ                          | 1 pt   |

| 1r  | Christopher Froome (GBR) | Team Sky              | 30 pts |
| 2n  | Richie Porte (AUS)       | Team Sky              | 25 pts |
| 3r  | Nairo Quintana (COL)     | Movistar Team         | 22 pts |
| 4t  | Robert Gesink (NED)      | Team LottoNL-Jumbo    | 19 pts |
| 5è  | Alejandro Valverde (ESP) | Movistar Team         | 17 pts |
| 6è  | Geraint Thomas (GBR)     | Team Sky              | 15 pts |
| 7è  | Adam Yates (GBR)         | Orica-GreenEDGE       | 13 pts |
| 8è  | Pierre Rolland (FRA)     | Team Europcar         | 11 pts |
| 9è  | Tony Gallopin (FRA)      | Lotto Soudal          | 9 pts  |
| 10è | Tejay Van Garderen (USA) | BMC Racing Team       | 7 pts  |
| 11è | Alberto Contador (ESP)   | Team Tinkoff-Saxo     | 6 pts  |
| 12è | Rafael Valls (ESP)       | Lampre-Merida         | 5 pts  |
| 13è | Jakob Fuglsang (DEN)     | Astana Qazaqstan Team | 4 pts  |
| 14è | Serge Pauwels (BEL)      | MTN Qhubeka           | 3 pts  |
| 15è | Warren Barguil (FRA)     | Team Giant-Alpecin    | 2 pt   |

### Ports de muntanya
| 1r | Kenneth Vanbilsen (BEL) | Cofidis | 1 pt |

| 1r | Kenneth Vanbilsen (BEL) | Cofidis | 1 pt |

| 1r | Kenneth Vanbilsen (BEL) | Cofidis | 1 pt |

| 1r  | Christopher Froome (GBR) | Team Sky           | 50 pts |
| 2n  | Richie Porte (AUS)       | Team Sky           | 40 pts |
| 3r  | Nairo Quintana (COL)     | Movistar Team      | 32 pts |
| 4t  | Robert Gesink (NED)      | Team LottoNL-Jumbo | 28 pts |
| 5è  | Alejandro Valverde (ESP) | Movistar Team      | 24 pts |
| 6è  | Geraint Thomas (GBR)     | AG2R La Mondiale   | 20 pts |
| 7è  | Adam Yates (GBR)         | Orica-GreenEDGE    | 16 pts |
| 8è  | Pierre Rolland (FRA)     | Team Europcar      | 12 pts |
| 9è  | Tony Gallopin (FRA)      | Lotto Soudal       | 8 pts  |
| 10è | Tejay van Garderen (USA) | BMC Racing Team    | 4 pts  |

## Classificacions a la fi de l'etapa

### Classificació general
|    | Ciclista                 | Equip                 | Temps       |
| -- | ------------------------ | --------------------- | ----------- |
| 1  | Chris Froome (GBR)       | Team Sky              | 35h 56' 09" |
| 2  | Tejay van Garderen (USA) | BMC Racing Team       | + 2' 52"    |
| 3  | Nairo Quintana (COL)     | Movistar Team         | + 3' 09"    |
| 4  | Alejandro Valverde (ESP) | Movistar Team         | + 4' 01"    |
| 5  | Geraint Thomas (GBR)     | Team Sky              | + 4' 03"    |
| 6  | Alberto Contador (ESP)   | Team Tinkoff-Saxo     | + 4' 04"    |
| 7  | Tony Gallopin (FRA)      | Lotto Soudal          | + 4' 33"    |
| 8  | Robert Gesink (NED)      | Team LottoNL-Jumbo    | + 4' 35"    |
| 9  | Warren Barguil (FRA)     | Team Giant-Alpecin    | + 6' 12"    |
| 10 | Vincenzo Nibali (ITA)    | Astana Qazaqstan Team | + 6' 57"    |

### Classificació per punts
|   | Ciclista             | Equip             | Punts |
| - | -------------------- | ----------------- | ----- |
| 1 | André Greipel (GER)  | Lotto Soudal      | 225   |
| 2 | Peter Sagan (SVK)    | Team Tinkoff-Saxo | 222   |
| 3 | Mark Cavendish (GBR) | Etixx-Quick Step  | 172   |

### Classificació de la muntanya
|   | Ciclista             | Equip         | Punts |
| - | -------------------- | ------------- | ----- |
| 1 | Chris Froome (GBR)   | Team Sky      | 51    |
| 2 | Richie Porte (AUS)   | Team Sky      | 40    |
| 3 | Nairo Quintana (COL) | Movistar Team | 32    |

### Classificació del millor jove
|   | Ciclista             | Equip              | Temps       |
| - | -------------------- | ------------------ | ----------- |
| 1 | Nairo Quintana (COL) | Movistar Team      | 35h 59' 18" |
| 2 | Warren Barguil (FRA) | Team Giant-Alpecin | + 3' 03"    |
| 3 | Romain Bardet (FRA)  | AG2R La Mondiale   | + 10' 29"   |

### Classificació per equips
|    | Equip           | Temps        |
| -- | --------------- | ------------ |
| 1r | Team Sky        | 109h 04' 55" |
| 2n | BMC Racing Team | + 6' 03"     |
| 3r | Movistar Team   | + 6' 19"     |

## Abandonaments
- Ivan Basso (ITA) (Team Tinkoff-Saxo). No surt.[5]
- Lars Boom (NED) (Astana Qazaqstan Team). No surt.[6]